# 40フィート望遠鏡
40フィート望遠鏡（40フィートぼうえんきょう）は、ウィリアム・ハーシェルによってイングランドのスラウに1785年 から1789年にかけて建造された反射望遠鏡である。主鏡の直径は120-センチメートル (47 in)で、40フィートの名は12-メートル  (39 ft)の焦点距離に由来する。50年間にわたり世界最大の望遠鏡であり続けた。1840年に解体され、主鏡と鏡筒の一部（長さ約3メートル）のみが現存する。

## 建造
望遠鏡はキャロライン・ハーシェルの助力のもとで、ウィリアム・ハーシェル卿によって1785年から1789年にかけてウィンザー近郊のClay Hallで構成要素は製造され、スラウの地に建造された。40 ft (12 m)の鏡筒は鉄製だった。望遠鏡は完全に回転する経緯台に備えられた。建造にあたり、時の国王であるジョージ3世から£4,000を賜った。建造中、望遠鏡の鏡筒は地上に寝かせられ、国王も同様にカンタベリー大主教のように望遠鏡を訪問した。鏡筒の開口部から覗き込んだ国王は "Come, my Lord Bishop, I will show you the way to Heaven!" という言葉を残した。
直径48-インチ (120 cm)の凹面鏡2枚が望遠鏡のために製造され、それぞれの口径比はf/10だった。1785年10月に最初の1枚がロンドンの工場で鋳造され、銅と錫の合金であるスペキュラム合金が材料で、仕上げを改善するためにヒ素が添加された。鋳造後の重量は1023 lbで、中央部は縁（約2 インチの厚み）よりも0.9 インチ薄かった。主鏡は1年以上かけて研磨された。だがこの主鏡は薄すぎるために望遠鏡内で歪みやすいという問題が見つかった。数年後、厚みを2倍にした第2の主鏡が鋳造され、以降はこちらが第1の主鏡よりも頻繁に使用された。第2の主鏡は曇るので頻繁に磨く必要があり、研磨中には第1の主鏡が使用された。主鏡は1845年まで世界最大だった。

ハーシェル式望遠鏡の光路図

ハーシェルは標準的なニュートン式望遠鏡で備えられていた副鏡を廃して、代わりに主鏡を傾けて結像する事により、望遠鏡の正面から覗き込むようにして観測した。これによりスペキュラム合金鏡による光の損失を幾分抑える事が出来た。この設計はハーシェル式望遠鏡と称される。

## 利用

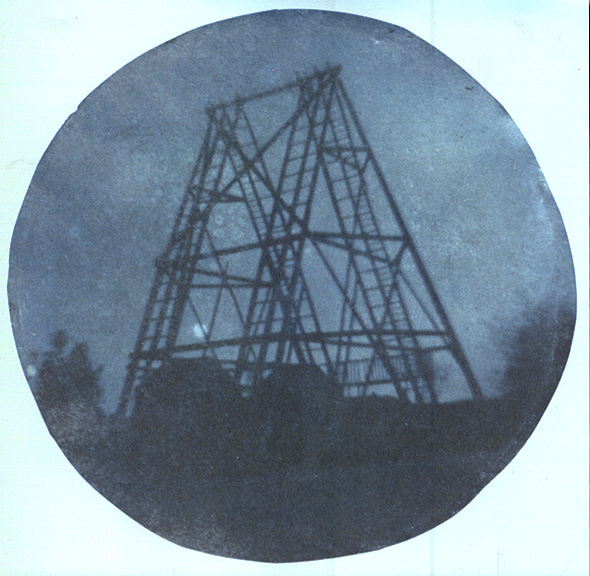
1839年にウィリアム・ハーシェルの息子のジョン・ハーシェルによって撮影された40フィート望遠鏡の骨組みの写真

望遠鏡の一つの到達点は土星の第6、第7衛星であるエンケラドゥスとミマスを発見した事とされるが、発見にこの望遠鏡が使われたという確証は無く、ハーシェルは同時期の別の望遠鏡使用したかもしれない。ハーシェルはシリウスを望遠鏡で見て以下のように記した。
... the appearance of Sirius announced itself, ... and came on by degrees, increasing in brightness, till this brilliant star at last entered the field of view of the telescope, with all the splendour of the rising sun, and forced me to take the eye from that beautiful sight.
望遠鏡は地元の観光名物で国王のウィンザー城を訪問する近辺の裕福な者や名士が訪れ英国陸地測量部の地図に記載された。50年間にわたり世界最大の望遠鏡であり続けた。「40フィート望遠鏡」と称されたのは当時は主鏡の直径よりも鏡筒の全長によって望遠鏡を表したことによる。望遠鏡建造予算の一部はキャロライン・ハーシェルからの毎年£50のウィリアムへの援助によるものだった。その結果、彼女はイングランドで最初に天文学に支出した女性になった。
ハーシェルのコートの腕の装飾に望遠鏡があしらわれ、次の言葉が記されていた。
Argent on a mount vert a representation of the forty-feet reflecting telescope with its apparatus proper; a chief azure thereon the astronomical symbol of Uranus or Georgium Sidus irradiated Or.

## 解体と保存

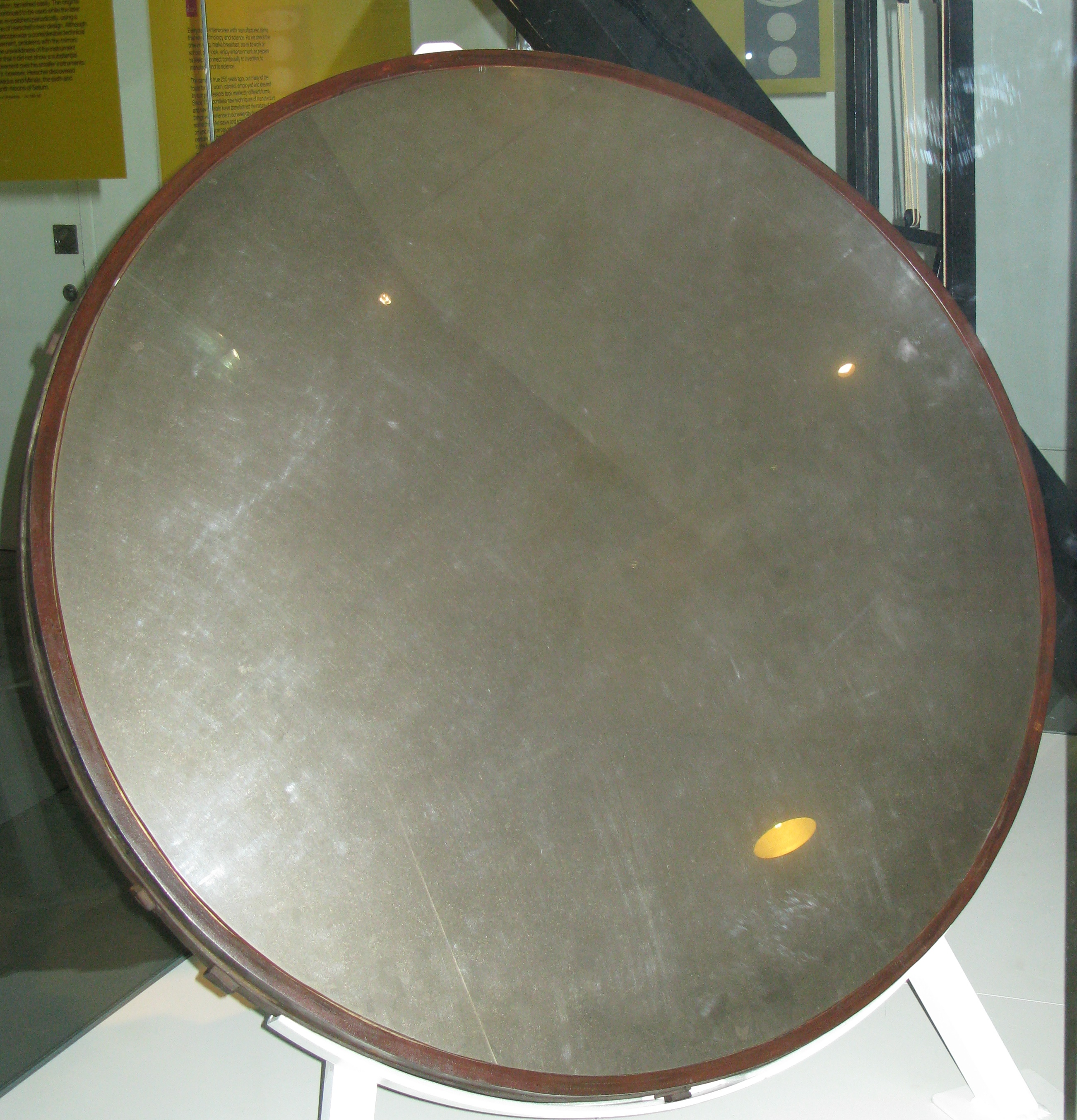
ロンドンのサイエンス・ミュージアムで展示される主鏡

望遠鏡の骨組みは1839年末にウィリアム・ハーシェルの息子のジョン・ハーシェルによって、南アフリカでの観測から帰国後に解体された。骨組みが老朽化しており、安全のために解体したとされる。解体にあたり、ささやかな儀式が行われたとされる。
取り外された鏡筒は庭に横たえられ、両端を石のブロックで支えられていたが、1866年に倒木によって破壊された。主鏡側から10-フート (3.0 m)の部分の全長3,048x1,465 mm (120" x 57.7") のみ残存した。この残骸は1955年の時点で観測小屋の庭に放置されていたが、その後何度か移動されて現在はロンドンのグリニッジ天文台内の国立海事博物館 (イギリス)のハーシェル・コレクションに収蔵されている。

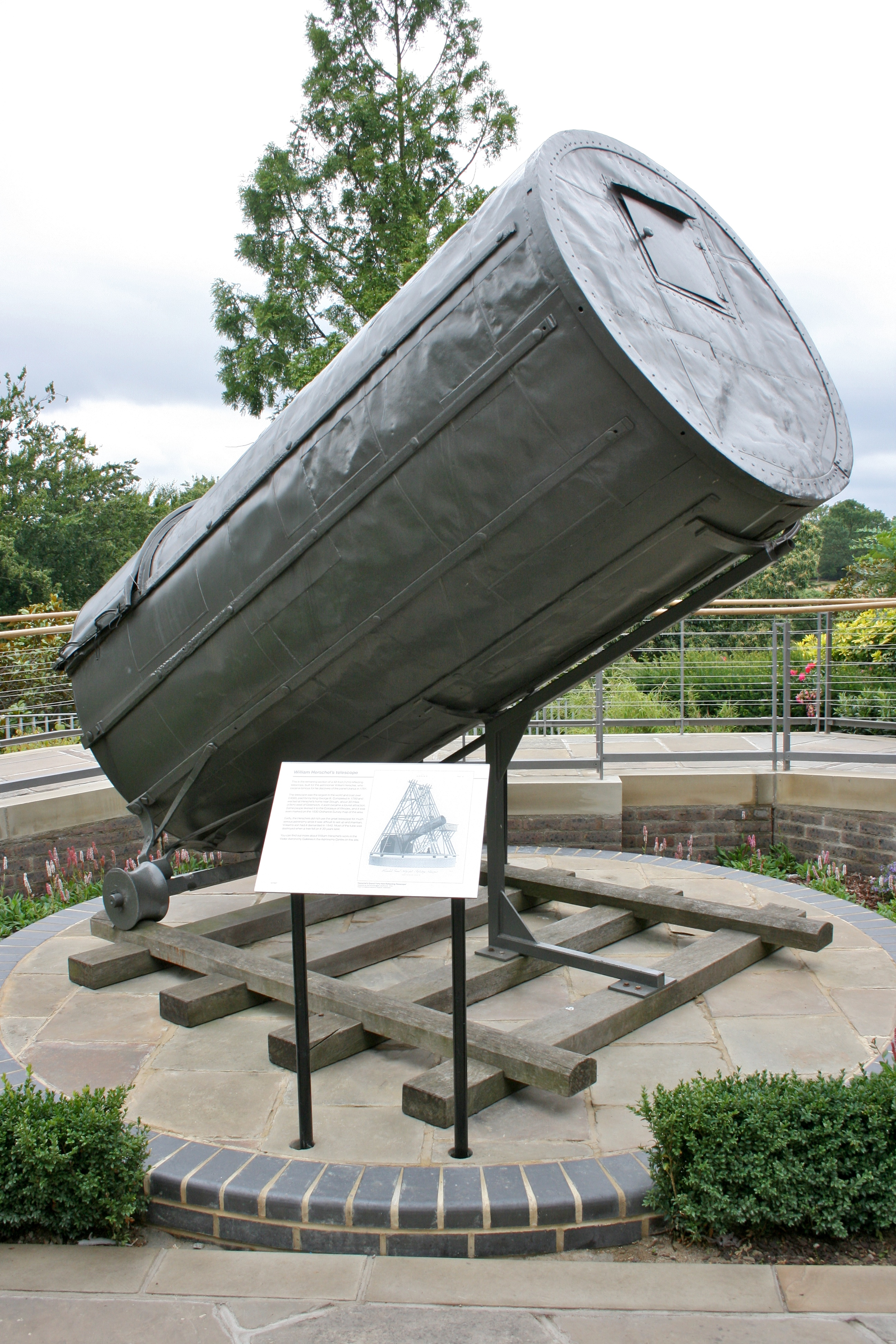
グリニッジ天文台に現存する10 ftの鏡筒部

第1の主鏡が最後に研磨されたのは1797年だった。1840年にジョン・ハーシェルは40フィート望遠鏡を含む複数の機材を観測小屋からホークファーストに移動した。1927年3月4日に第1の主鏡はCottage図書館に移され、130数年ぶりに磨かれた。現在はロンドンのサイエンス・ミュージアムに収蔵されている。第2の主鏡は解体時に望遠鏡内の所定の位置にあったが、鏡筒が破損したときに外され、1871年に観測小屋のホールに移された。

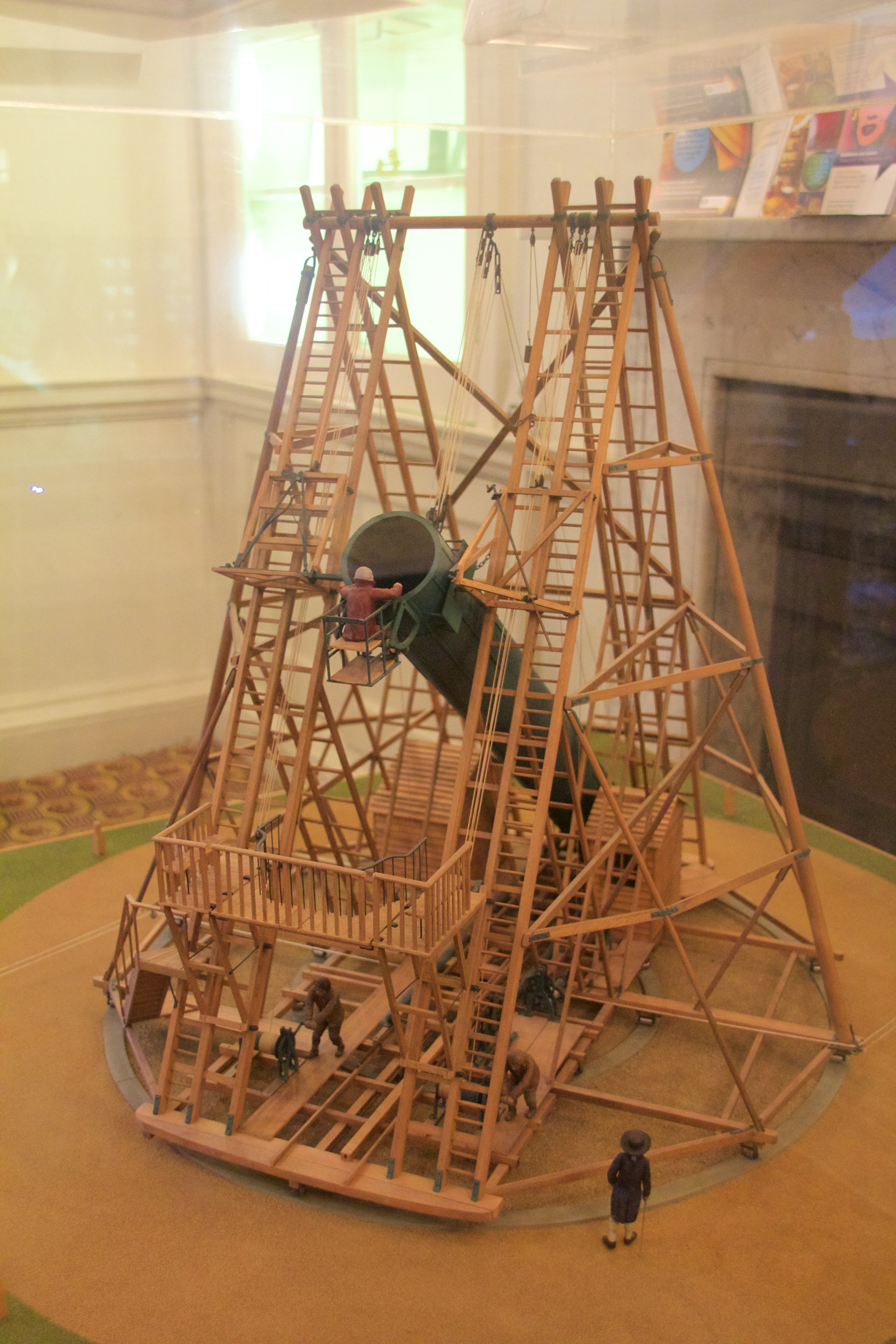
ハーシェル天文博物館で展示される模型

望遠鏡の模型と同様に初期の木製の骨組みの望遠鏡の写真がハーシェル天文博物館で展示されている。